# Baie de Chetumal

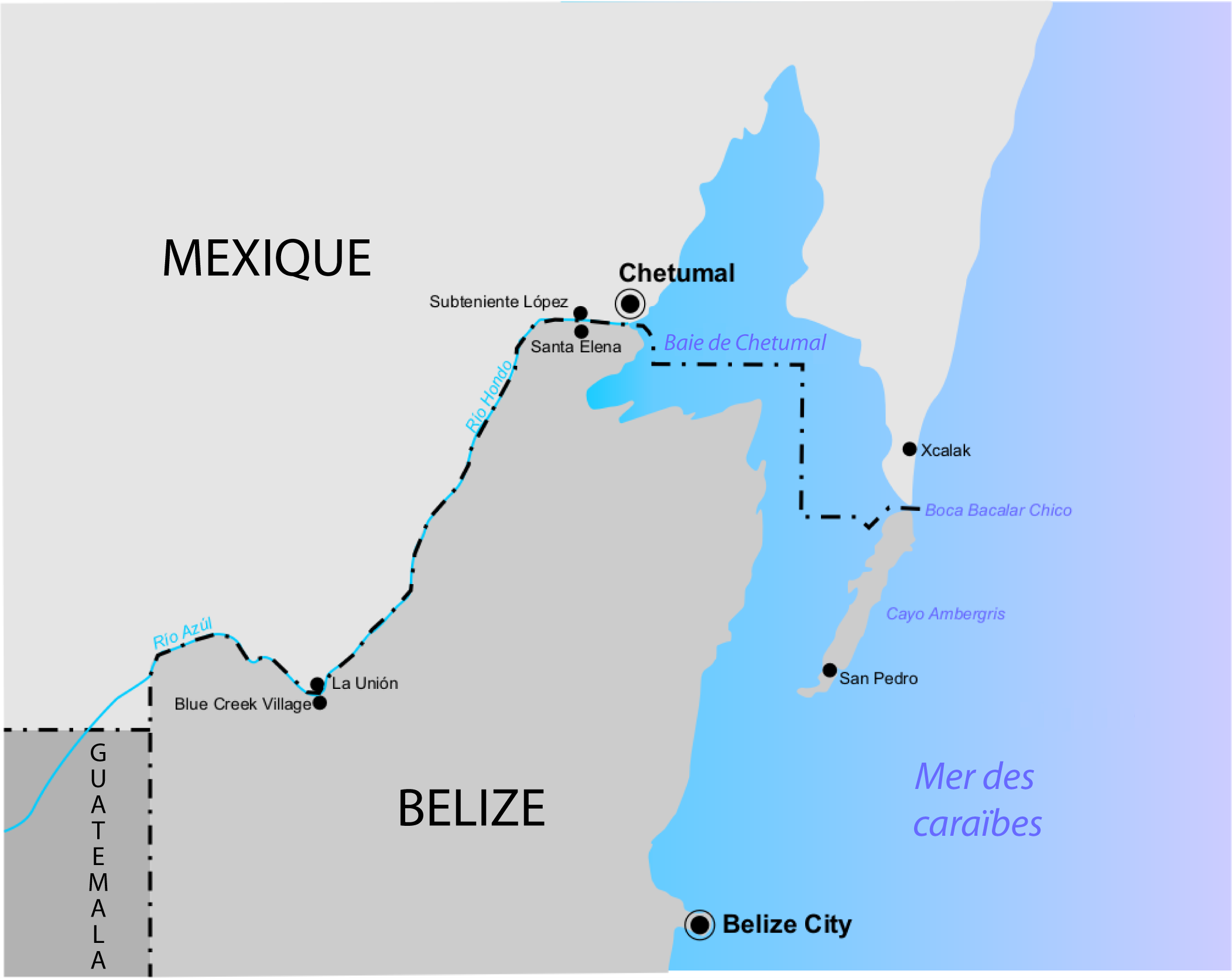
Carte de la baie et de la frontière entre le Mexique et Belize.

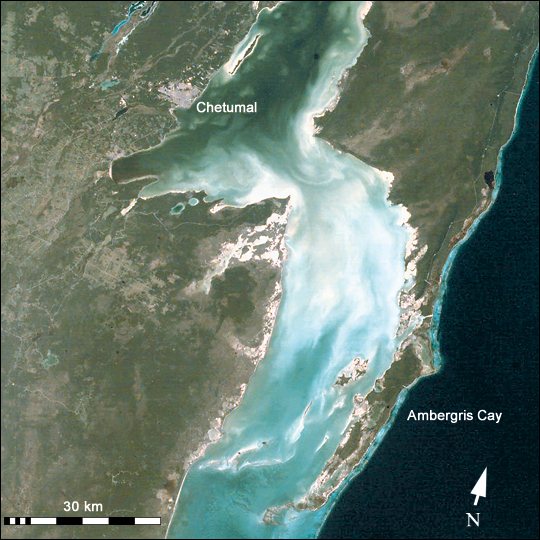
La baie de Chetumal

La baie de Chetumal est une grande échancrure s'ouvrant sur la Mer des Caraïbes au Sud de la péninsule du Yucatán entre le Mexique et Belize.
La frontière maritime entre le Mexique et Belize passe au milieu de cette baie parsemée de hauts fonds et qui ne comporte en conséquence aucun port en eau profonde. Il s'y dresse une seule île, Tamalcab. Elle est séparée de la mer des Caraïbes par une péninsule continentale et le Cayo Ambergris à Belize. Par ailleurs, le canal de Zaragoza a été creusé par le passé entre la baie et la mer en territoire mexicain pour permettre aux bateaux de ce pays d'y pénétrer sans passer par le territoire de Belize.
Le Río Hondo qui marque la frontière terrestre entre le Belize et le Mexique débouche sur la baie, et non loin de là se dresse la ville de Chetumal qui a donné son nom à la baie et qui est la plus importante ville de la région et la capitale de l'État mexicain de Quintana Roo.

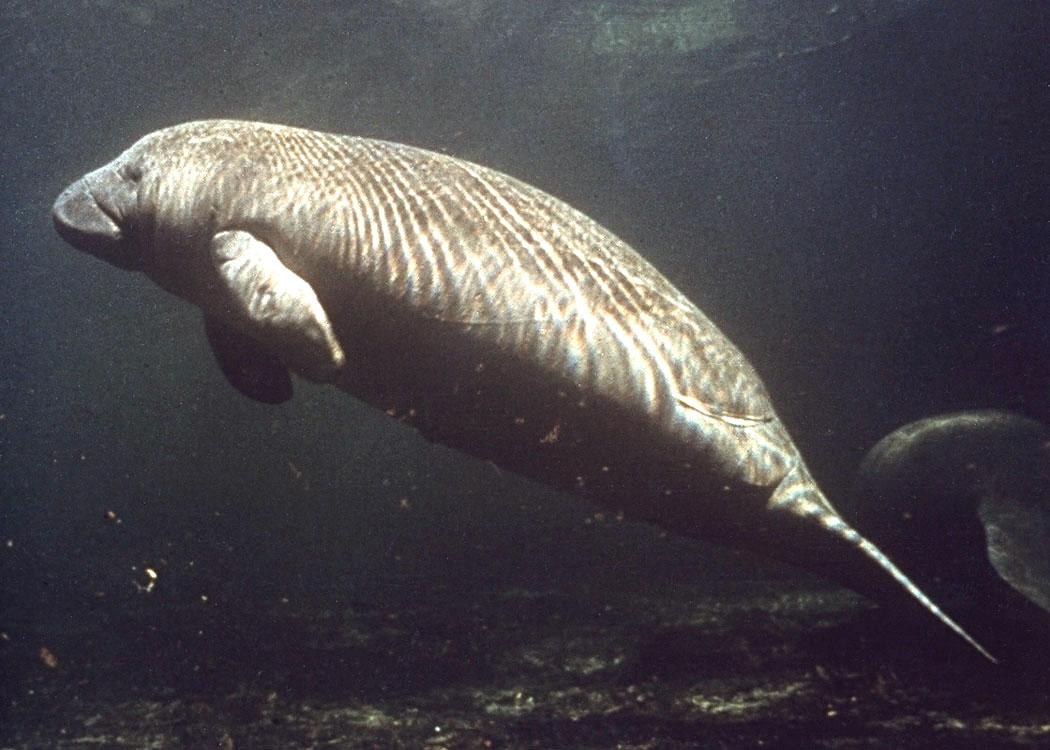
Un lamantin

La baie de Chetumal est considérée comme étant un sanctuaire pour le lamantin, un mammifère aquatique en danger d'extinction et présenté comme un symbole de la région.